# Gruta do Canto da Serra
O Algar/Gruta do Canto da Serra é uma gruta portuguesa localizada na ilha do Pico, arquipélago dos Açores.